# Chiến dịch Thượng Lào
Chiến dịch Thượng Lào (13.4-18.5.1953) là chiến dịch tiến công của Quân đội Nhân dân Việt Nam phối hợp với lực lượng Pathet Lào trên địa bàn hai tỉnh Sầm Nưa, Xiêng Khoảng (Thượng Lào) nhằm tiêu diệt một bộ phận sinh lực quân đội Pháp, giải phóng đất đai, mở rộng căn cứ kháng chiến của nhân dân Lào.

## Mục tiêu của hai bên

### Việt Nam Dân chủ Cộng hòa
Hình thái chiến sự vào đầu năm 1953 có nhiều thay đổi, từ năm 1950 sau chiến dịch Biên Giới đã đánh dấu một sự chuyển biến lớn trong cục diện chiến tranh của Quân đội Nhân dân Việt Nam: chuyển từ thế phòng thủ sang thế chủ động tiến công. Quân đội Nhân dân Việt Nam có nhiều trưởng thành về tinh thần, chiến thuật, kỹ thuật. Quân đội Nhân dân Việt Nam đã đánh đủ các loại hình du kích, công kiên, vận động... mở các chiến dịch ở nhiều khu vực từ đồng bằng, trung du tới miền núi... Tình hình thế giới cũng có nhiều thuận lợi.
Song ngoài những ưu điểm, thuận lợi, Quân đội Nhân dân Việt Nam cũng gặp khó khăn, tổn thất trong cuộc chiến với đối phương vượt trội cả về quân số và trang bị. Trước năm 1953, Quân đội Nhân dân Việt Nam đã mở các chiến dịch nhưng đã không thu được kết quả mong đợi, Pháp mở chiến dịch Hòa Bình nhằm dành thế chủ động đã bị Quân đội Nhân dân Việt Nam đánh bại. Tình thế chiến trường đang giằng co, lúc này phương châm tác chiến là vô cùng quan trọng. Trong báo cáo tại Hội nghị lần thứ tư Ban Chấp hành Trung ương Đảng (khóa II) ngày 25/1/1953, sau khi nhận xét về tình hình thế giới và trong nước về những điều kiện thuận lợi còn nhấn mạnh về nhược điểm của Quân đội Nhân dân Việt Nam: "một số đơn vị còn mắc những khuyết điểm như: ham đánh to, chủ quan khinh địch, tự kiêu tự mãn, tổ chức quá kềnh càng... Từ nay quân đội ta phải quyết tâm sửa đổi những khuyết điểm ấy... Về mặt chỉ đạo kháng chiến và chính sách quân sự thì chúng ta phải "Tránh chỗ mạnh đánh chỗ yếu" để phân tán lực lượng địch và tiêu diệt sinh lực mở rộng vùng tự do. Đó là phương hướng chiến lược của ta năm nay."
Căn cứ vào tình hình trên đây, phương hướng chiến lược của Quân đội Nhân dân Việt Nam là nhằm phía Nam mà phát triển, tìm chỗ Pháp yếu mà đánh, bắt địch phải phân tán lực lượng để ứng phó, tạo dần điều kiện tiến tới giải phóng đồng bằng Bắc bộ. Hướng về phía Nam mà phát triển không có nghĩa là không đánh ở đồng bằng Bắc Bộ. Về vấn đề chỉ đạo chiến tranh, phương châm chung của cuộc chiến tranh giải phóng là "trường kỳ kháng chiến, tự lực cánh sinh, không chủ quan khinh địch, không nóng vội không mạo hiểm. Tích cực, chủ động, cơ động, linh hoạt. Đánh ăn chắc, đánh chắc thắng. Chắc thắng thì kiên quyết đánh cho kỳ thắng. Không chắc thắng thì kiên quyết không đánh. Nếu chủ quan mạo hiểm mà một lần thua nặng, thì sẽ tai hại lớn. Chiến trường của ta hẹp, người của ta không nhiều, nên nói chung ta chỉ có thắng chứ không được bại, vì bại thì hết vốn... về chiến lược ta lấy vận động chiến làm chính, nhưng vận động chiến cơ động, linh hoạt"

### Liên hiệp Pháp
Tại miền Thượng Lào, Sầm Nưa là cửa ngõ từ tây bắc Bắc Việt Nam sang. Dân tộc Mèo tại đó chuyên trồng thuốc phiện sinh sống một cách sung túc. Sầm Nưa cũng là tiền đồn của Cánh đồng Chum và tiền đồn của thủ đô Lào là Vạn Tượng (Luang Prabang).
Nếu Pháp thu phục được dân tộc Mèo để chống Quân đội Nhân dân Việt Nam trong khu vực đó, thì cũng là một lực lượng đáng kể, có thể gây rất nhiều khó khăn cho Quân đội Nhân dân Việt Nam. Đại tá Trinquier chỉ huy đoàn biệt kích dù hỗn hợp GCMA thuộc cơ quan phản gián SDECE được giao trách nhiệm tổ chức lực lượng biệt kích Mèo tại khu vực đó. Cơ quan này liền đề nghị với bộ Chỉ huy Pháp giao thiệp với Tù trưởng Mèo tên là Lý Phụng (Pháp gọi là Toubi) để mua hết số thuốc phiện do dân Mèo sản xuất, chở vào Chợ Lớn, Sài Gòn bán lấy lời dùng để chi phí tổ chức một toán quân biệt kích Mèo. Bộ chỉ huy Pháp thấy có lợi vì không phải bỏ tiền, mà mua chuộc được Tù trưởng và cả ngàn tay súng phụ lực. Trước kia, Nhà đoan Đông Dương do Pháp tổ chức vẫn mua tất cả thuốc phiện của dân Mèo về lọc, nấu thành chất lỏng, rồi đóng hộp bán cho dân nghiện dùng, nên viên tướng Chỉ huy trưởng đồng ý cho cơ quan GCMA thực hiện chương trình đó.
Những chuyến bay Dakota chở hàng tấn thuốc phiện sống, đóng trong những thùng cũ đựng đạn dược, từ Cánh đồng Chum bay tới Vũng Tàu, chuyển bằng xe hơi lên Sài Gòn giao cho người được Pháp uỷ nhiệm việc tiêu thụ. Sau đó nhờ những món tiền lời, hơn một ngàn quân biệt kích Mèo được tổ chức, dưới quyền chỉ huy của đại úy dù Desfarges và trung úy Brehier, có các hạ sĩ quan Quốc gia Việt Nam phụ trách việc Truyền tin. Đoàn quân này được huấn luyện và tổ chức thành từng toán 50 người hoặc 100 người, len lỏi trong rừng rậm tây bắc Bắc Việt Nam và Thượng Lào, dùng chiến thuật du kích, gây nhiều khó khăn cho Quân đội Nhân dân Việt Nam. Phần lớn toán quân này về sau bị bỏ rơi khi Pháp rút quân khỏi Bắc Việt Nam năm 1954.

## Diễn biến
Sau khi sử dụng Đại đoàn 316 đánh vào Nà Sản để nghi binh, ngày 8-4, bộ đội chủ lực Việt Nam bí mật tiến sang Thượng Lào theo 3 hướng:
- Hướng chủ yếu gồm: Các đại đoàn 308, Đại đoàn 312 (2 trung đoàn) và Đại đoàn 316 (1 trung đoàn) được tăng cường 4 đại đội sơn pháo, 2 tiểu đoàn pháo phòng không, 3 đại đội súng cối, 1 tiểu đoàn công binh và 1 đại đội trinh sát theo đường 6 sang Sầm Nưa;
- Hướng thứ yếu: Đại đoàn 304 được tăng cường 1 đại đội sơn pháo, 1 đại đội súng cối và 1 tiểu đoàn pháo phòng không theo đường 7 sang Xiêng Khoảng, chặn đường rút của quân đội Pháp từ Sầm Nưa xuống;
- Hướng phối hợp: Trung đoàn 148 theo lưu vực sông Nậm Hu xuống uy hiếp Luang Prabang.

Tới ngày 12-4-1953, trước áp lực mạnh của 8 tiểu đoàn Quân đội Nhân dân Việt Nam, quân Pháp rút chạy khỏi đồn Sầm Nứa rút về Cánh đồng Chum, ở cách 30 km về phía Nam. Tiểu đoàn số 8 Lào trên đường rút lui khỏi Sầm Nưa bị Quân đội Nhân dân Việt Nam đuổi theo truy kích nên bị thiệt hại rất nhiều, phải len lỏi trong rừng, mãi đến 8 ngày sau nhờ có một đại đội dù nhảy xuống tiếp cứu, 300 người sống sót mới thoát được về Cánh đồng Chum. Một số khác được quân biệt kích Mèo giúp đỡ, cuối cùng phân nửa số quân trú phòng tại Sầm Nưa thoát được, còn thì bị tử trận, hoặc bị bắt, hay đầu hàng.
Quân đội Nhân dân Việt Nam chuyển sang truy kích: đêm 13-4, đuổi kịp và tiêu diệt bộ phận cuối của quân đội Pháp ở Mường Hàm, bắt toàn bộ ban lãnh đạo chính quyền Vương quốc Lào tỉnh Sầm Nưa; 9 giờ ngày 14-4, đánh quân đội Pháp ở Nà Noọng (cách Sầm Nưa 30 km), diệt và bắt gần 300 quân; 7 giờ ngày 16-4, đuổi kịp bộ phận đi đầu ở Hứa Mường (cách Sầm Nưa 60 km), tiêu diệt và làm tan rã 4 đại đội, tiếp tục đuổi quân đội Pháp đến sát Cánh đồng Chum.
Hướng đường 7, bao vây tiến công Noọng Hét, buộc quân đội Pháp rút chạy khỏi Bản Xan, Xiêng Khoảng về Cánh Đồng Chum.
Hướng Phongsaly - Mường Sài, giải phóng Mường Ngòi, Bản Sẻ, Pắc Soòng, Nạm Bạc, uy hiếp Luang Prabang.
Bộ chỉ huy Pháp cho rằng Lào đang bị đe doạ, Quân đội Nhân dân Việt Nam đang tiến vào xứ Lào, nên ngày 18-4 tướng Raoul Salan bay lên Vạn Tượng để trình bày với Vua Lào tình trạng nguy ngập của Luang Prabang, trước sức tiến công của Quân đội Nhân dân Việt Nam. Hơn nữa, những người Mỹ đang du lịch tại Vạn Tượng đã được di tản cấp tốc ngay khỏi thành phố bằng một máy bay nhỏ. Vua Lào nhất định không rời khỏi kinh đô. Tướng Salan khi tới hoàng cung thì thấy vua Lào vẫn bình thản, không chút lo ngại, mặc dầu các cận thần có trình với nhà vua phải cấp tốc di tản hoàng gia ngay khỏi kinh đô, nhất là phải di dời bức tượng vàng Prabang, là một quốc bảo. Nhà vua từ chối, nhất định không chịu rời khỏi kinh đô.
Ngày 24-4-1953, thành phố Luang Prabang vắng tanh, chợ không họp, các cửa tiệm người Hoa đều đóng chặt. Đài phát thanh Bắc Kinh loan báo Vạn Tượng sẽ bị chiếm chậm lắm trong một tuần lễ nữa, ngày 1-5-1953. Thực sự thì quân đội Pháp rất ít ỏi ở Vạn Tượng để bảo vệ kinh đô, nếu có thể có thêm quân tiếp viện khoảng 1 ngàn người được đưa tới, thì chẳng là bao so với 2 đại đoàn gồm 16.000 quân của Quân đội Nhân dân Việt Nam.
Trước những chi phí nặng nề cho chiến cuộc Đông Dương và trước những đòi hỏi gia tăng viện trợ về Không quân mà Bộ Chỉ huy Đông Dương yêu cầu tiếp viện gấp để áp dụng chiến thuật "lập căn cứ địa-không như căn cứ Nà Sản, để cầm chân quân Việt minh", chính phủ Pháp không đủ khả năng đáp ứng cấp thời nên Thủ tướng René Mayer chỉ thị cho Chỉ huy Đông Dương phải tự túc với những phương tiện không quân sẵn có và phải thay đổi chiến thuật ở mạn xứ Thái để bảo vệ sinh mạng binh sĩ mà không cần giữ đất đai. Chính phủ Pháp đã hết sức chán nản trước chiến cuộc kéo dài năm này qua năm nọ làm hao tổn ngân quỹ và làm chia rẽ nội bộ, gây thêm sự đối lập của các đảng phái chính trị.
Ngày 3-5-1953, hai đại đoàn Quân đội Nhân dân Việt Nam đang chuyển quân bỗng ngừng lại không tiến nữa về phía Luang Prabang mà chuyển hướng tiến về phía Sầm Nưa, Quân đội Nhân dân Việt Nam rút hết quân khỏi khu vực Thượng Lào, thành ra không có một trận đánh nào xảy ra trên đất Lào. Cánh đồng Chum thành phố Vạn Tượng thoát khỏi chiến sự. Về sau, quân Pháp cho ra một giải thích. Tù binh bị bắt đã khai là mưa nguồn lớn quá làm cản trở sự giao thông, không chuyển kịp gạo muối được, nên Quân đội Nhân dân Việt Nam bị gián đoạn tiếp tế, phải đi về hướng Sầm Nưa.
Ngày 18-5 chiến dịch kết thúc với trận tiến công tiêu diệt cụm cứ điểm Mường Khoa.

## Kết quả
Liên quân Lào-Việt diệt và bắt gần 2.800 quân Pháp, giải phóng tỉnh Sầm Nưa, một phần Xiêng Khoảng và tỉnh Phongxalì với diện tích hơn 4.000km2 và hơn 300.000 dân; mở rộng căn cứ kháng chiến của Lào, nối liền với vùng Tây Bắc Việt Nam.